# Hogna carolinensis
Hogna carolinensis är en spindelart som först beskrevs av Charles Athanase Walckenaer 1805.  Hogna carolinensis ingår i släktet Hogna, och familjen vargspindlar. Inga underarter finns listade.